# Älvsbacka kyrka
Älvsbacka kyrka är en kyrkobyggnad i Karlstads kommun. Den är församlingskyrka i Alster-Nyedsbygdens församling, Karlstads stift.

## Kyrkobyggnad
Tidigare kyrkobyggnad var ett träkapell uppfört 1731 till Älvsbacka bruk. Nuvarande tegelkyrka uppfördes åren 1922-1924 efter ritningar av arkitekterna Gustav Holmdahl och Osvald Almqvist. 17 augusti 1924 invigdes kyrkan av biskop J.A. Eklund. Kyrkan består av ett långhus med rakt avslutat, något smalare kor i öster och vapenhus i väster. Norr om koret finns en vidbyggd sakristia.

## Inventarier
- Dopfunten av trä med fyrkantig bas tillkom 1924 och byggdes efter ritningar av kyrkans arkitekt Gustav Holmdahl.
- Predikstolen tillkom 1924 och är utförd av konstnären Gunnar Torhamn. Tillhörande timglas är från 1753.
- En mässhake i rött siden är från slutet av 1600-talet. En mässhake av fransk gul sidenbrokad bär årtalet 1750.
- På altaret av trä finns en altaruppsats i fyra våningar som föreställer Jesus omgiven av de tolv apostlarna, inramade av nischer.

### Webbkällor
- Alster-Nyedsbygdens församling
- Kyrkor i Karlstads stift Del I, Utgiven av Värmlands Museum och Karlstads stift, 2008, ISBN 91-85224-71-5